# جيانغ يان
جيانغ يان (بالصينية: 江燕) هي مجدفة صينية، ولدت في 10 يناير 1989 في تشينغداو في الصين.

## وصلات خارجية
- جيانغ يان على موقع الاتحاد الدولي للتجديف (الإنجليزية)
- جيانغ يان على موقع أوليمبيديا (الإنجليزية)
- جيانغ يان على موقع اللجنة الأولمبية الصينية (الإنجليزية)